# Адам и Стив
«Адам и Стив» (англ. Adam & Steve) — романтическая кинокомедия режиссёра и сценариста, открытого гея Крэйга Честера. Он же исполнил в фильме одну из главных ролей.

## Сюжет
Адам — экстравагантный нью-йоркский гомосексуал в прикиде гота. В 1987 году во время посещения гей-клуба его внимание привлёк эффектный стриптизёр танцпола по имени Стив. После короткого флирта и дозы кокаина парни оказываются у Адама дома. Обоим показалось, что это любовь. Стив дурачился и хвастался перед Адамом своим совершенным телом, в результате чего попал в неловкую ситуацию. Парни были вынуждены расстаться.
Много лет спустя Адам приносит в больницу свою раненную собаку, где по случайному стечению обстоятельств психиатром работает Стив. Мужчины знакомятся и влюбляются. Несколько месяцев спустя Стив понимает, что его новый бойфренд — это тот самый гот Адам, романтическое свидание с которым в далёком прошлом так плохо закончилось. С помощью своих друзей они пытаются наладить отношения, преодолеть все страхи и сомнения относительно совместного будущего и, наконец, наступает момент, когда мужчины всерьёз начинают задумываться о браке.

## В ролях
| Актёр          | Роль  |
| -------------- | ----- |
| Малкольм Гетс  | Стив  |
| Кэри Каррен    | Кэри  |
| Крэйг Честер   | Адам  |
| Паркер Поузи   | Ронда |
| Салли Кёркленд | Мэри  |

## Награды и номинации
В 2002 году фильм номинировался на «Prism Awards», награду, которой американский совет индустрии развлечений удостаивает развлекательные программы, наиболее правдоподобно отражающие состояния, связанные с токсикоманией и наркоманией.